# Georg Neuhofer

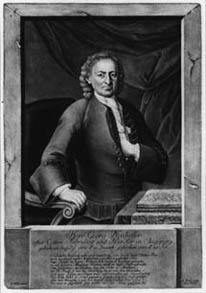
Georg Neuhofer

Georg Neuhofer (* 10. Dezember 1660 in Augsburg; begraben 2. Februar 1735 ebenda) war ein früher deutscher Unternehmer. Mit der von ihm aus England und Holland mitgebrachten Kattundruck-Technologie gründete er ein Unternehmen, welches später von seinem Sohn weitergeführt wurde.

## Leben
Neuhofer, ein gelernter Goldschläger, reiste in den Jahren 1688 und 1689 durch England und Holland, wo er zusammen mit seinem Bruder Jeremias die Technik des Kattundruckes erlernte, die er später nach Augsburg brachte. Im Jahr 1693 kaufte Neuhofer drei Häuser im heutigen Augsburg-Lechviertel, wo wahrscheinlich die Werkstatt eingerichtet wurde. Neuhofer bemühte sich darum, ein kaiserliches Privileg für die Drucktechnik zu bekommen, die er erfolgreich ausspioniert hatte. Dies scheiterte zwar im Augsburger Rat, jedoch wurde die Anzahl der Drucker der Stadt auf 16 begrenzt. Jeremias Neuhofer verließ wenig später im Jahr 1701 hoch verschuldet die Stadt, während Georg Neuhofer sein Druckereigewerbe weiterhin erfolgreich ausbaute. Er erwarb weiteren Grundbesitz und legte eine neue Bleiche an. Nach seinem Tod 1735 führte sein Sohn Georg Abraham Neuhofer (* 28. Februar 1697; † 1773) den Betrieb weiter und steigerte die Anzahl der Mitarbeiter bis 1739 auf über 100. Bis 1767 gelang es ihm, den Umsatz seines Unternehmens von 36.000 auf 217.600 Gulden zu steigern. Unter der Leitung von Georg Christian Neuhofer wurden zwischen 1775 und 1779 bereits 10.000 Kattune jährlich bedruckt. Im Jahr 1788 ging die Druckerei in den Besitz von Franz Xaver Debler über.

## Weblink
- Stadtarchiv Augsburg über Georg Neuhofer

| Personendaten    | Personendaten                      |
| ---------------- | ---------------------------------- |
| NAME             | Neuhofer, Georg                    |
| KURZBESCHREIBUNG | deutscher Unternehmer              |
| GEBURTSDATUM     | 10. Dezember 1660                  |
| GEBURTSORT       | Augsburg, Heiliges Römisches Reich |
| STERBEDATUM      | begraben 2. Februar 1735           |
| STERBEORT        | Augsburg, Heiliges Römisches Reich |